# Laccosaurus
Laccosaurus watsoni
Genre
Espèce
Laccosaurus est un genre éteint d'amphibiens temnospondyles de la famille également éteinte des rhinesuchidés, ayant vécu durant le Permien supérieur dans ce qui est actuellement l'Afrique du Sud. Une seule espèce est connue, Laccosaurus watsoni, décrite pour la première fois en 1925 par le paléontologue britannique Sidney Henry Haughton (1888-1982).

## Découverte et classification
Laccosaurus watsoni est nommé par le paléontologue Sidney Henry Haughton en 1925 sur la base d'un crâne en grande partie complet de la sous-zone Dicynodon-Theriognathus de la zone d'assemblage de Daptocephalus (en), en Afrique du Sud,,. Ce genre et/ou espèce a parfois été synonymisé avec Uranocentrodon,,, mais ce cadre n'a pas été adopté par les recherches plus récentes,,. Cependant, il existe une incertitude liée au spécimen unique référencé, catalogué BPI/1/4473, Eltink et al. (2019) considérant que cela appartient à un taxon différent, tandis que Marsicano et al. (2017) le considèrent comme appartenant à L. watsoni.

## Anatomie
L'étude publié par Marsicano et al. en 2017 ont été les plus récents à diagnostiquer ce taxon et à répertorier la combinaison unique de caractères suivante : sillon sensoriel bien développé, sillon infra-orbitaire avec une flexion en forme de marche/S entre l'orbite et les narines ; largeur de la vacuité interptérygoïdienne paire supérieure à 90 % de leur longueur ; vomers avec champ de denticules en plaques surélevées symétriques en dedans des choanes ; rangée de dents vomériennes transversales droites ; condyles carrés projetés derrière l'extrémité des cornes tabulaires ; plaque parasphénoïde subrectangulaire, plus longue que large, avec une surface ventrale plate ; "poches" bien développées, proches les unes des autres, ainsi les crêtes musculaires convergent vers la ligne médiane.